# 6 Batalion Strzelców Celnych
6 Batalion Kurpiów – ochotnicza polska formacja wojskowa powołana w czasie powstania listopadowego.
Batalion został utworzony postanowieniem z 15 grudnia 1830 w województwie Płockim i Augustowskim.

## Dowódcy
- płk Antoni Mieszkowski[2]
- mjr Franciszek Kochanowski[2]

## Bitwy i potyczki
- Białołęka (24 lutego 1831)[2]

Otrzymał 1 krzyż srebrny VM.